# 7è districte congressual de Massachusetts
El 7è districte congressual és un districte congressual que elegeix un representant per a la Cambra de Representants dels Estats Units per l'estat de Massachusetts. Segons l'Oficina del Cens, l'any 2011 el districte tenia 642791 habitants. Actualment, el districte està representat per la demòcrata Ayanna Pressley.

## Geografia
El 7è districte congressual està situat en les coordenades 42° 19′ 0″ N, 71° 0′ 34″ O / 42.31667°N,71.00944°O .

## Demografia
Segons l'Oficina del Cens dels Estats Units, en 2011 hi havia 642791 persones residint en el 7è districte congressual. Dels 642791 habitants, el districte estava compost per 524793 (el 81.6%) blancs; d'aquests, 508956 (el 79.2%) eren blancs no llatins o hispans. A més 36227 (el 5.6%) eren afroamericans o negres, 911 (el 0.1%) eren natius d'Alaska o amerindis, 57241 (el 8.9%) eren asiàtics, 192 (el 0%) eren natius de Hawaii o illencs del Pacífic, 21447 (el 3.3%) eren d'altres races i 17 817 (el 2.8%) pertanyien a dues o més races. Del total de la població 55419 (el 8.6%) eren hispans o llatins de qualsevol raça; 5162 (el 0.8%) eren d'ascendència mexicana, 10940 (l'1.7%) porto-riquenya i 1200 (el 0.2%) cubana. A més de l'anglès, 1992 (el 7.4%) persones majors de cinc anys parlaven espanyol perfectament.
El nombre total de llars en el districte era de 255182, i el 62.6% eren famílies en la qual el 28.3 tenien menors de 18 anys vivint amb ells. De totes les famílies vivint en el districte, només el 48.4% eren matrimonis. Del total de llars en el districte, el 4.7 eren parelles que no estaven casades, mentre que el 0.8% eren parelles del mateix sexe. La mitjana de persones per llar era de 2.44.
En 2011 els ingressos mitjans per llar en el districte congressual eren de 68979$, i els ingressos mitjans per família eren de 115327$. Les llars que no formaven una família tenien uns ingressos de 100513$. El salari mitjà a temps complet per als homes era de 61006$ i el de les dones era de 48229$. La renda per capita per al districte era de 38545$. Al voltant del 6.8% de la població estaven per sota del llindar de pobresa.